# Fernando Chino Navarro
Luis Fernando «Chino» Navarro (San Antonio Oeste, 19 de junio de 1957) es un político y abogado argentino, que se desempeñó en diversos cargos, desempeñándose desde el 11 de agosto de 2022, pasa a como Secretario de Relaciones con la Sociedad Civil y Desarrollo Comunitario de la Jefatura de Gabinete de Ministros. Es uno de los fundadores del Movimiento Evita, del cual es uno de sus referentes. Anteriormente, ocupó distintos cargos, como concejal y diputado provincial.

## Biografía
Nació en San Antonio Oeste, provincia de Río Negro, pero al poco tiempo se traslada a vivir a Lomas de Zamora, provincia de Buenos Aires. Desde joven comenzó su militancia en el Partido Intransigente. En 1983 se convierte en jefe de asesores del bloque de concejales de aquel partido en Lomas de Zamora por el Frente Justicialista de Unidad Popular. Logró ser electo concejal de Lomas de Zamora en 1989, por el Frente Justicialista de Unidad Popular. En esa época se incorpora al Partido Justicialista, siendo reelecto como concejal en 1993. Se recibió de Abogado en 2018, después de retomar aquella carrera, en la Universidad del Salvador.
Adhiere a la candidatura de Néstor Kirchner a presidente de la Nación, participando además de la fundación del Movimiento Evita, que sería un sustento a la presidencia de Kirchner a partir del 2004. En las elecciones del 2005, con el Frente para la Victoria, es electo diputado provincial, cargo en el que es reelecto en el 2009. En las elecciones legislativas de 2013 vuelve a renovar su mandato, pero no lo logra en el 2017. Fue, además, productor de dos películas conmemorativas a la figura de Kirchner, como Néstor Kirchner, la película de Paula de Luque.
Inicialmente, con la llegada de Alberto Fernández a la presidencia de la Nación, se desempeñó como Secretario de Relaciones Parlamentarias de la Jefatura de Gabinete a partir de diciembre de 2019, siendo Santiago Cafiero jefe de gabinete. Con la llegada de Juan Manzur al cargo, en agosto de 2022, pasa al cargo de Secretario de Relaciones con la Sociedad Civil y Desarrollo Comunitario, del mismo organismo.